# 2016 AFC 챔피언스리그 결승전
AFC 챔피언스리그 2016 결승전은 AFC 챔피언스리그 2016의 우승팀을 가리기 위한 경기로 2016년 11월 19일과 26일 각각 전주와 알아인에서 열렸다. 전북 현대 모터스가 1, 2차전 합계스코어 3 – 2으로 알아인을 꺾고 두 번째 우승을 거머쥐었다. 이 승리로 전북 현대 모터스는 FIFA 클럽 월드컵 2016에 아시아 챔피언 자격으로 출전하게 되었다.

## 진출 팀
| 팀               | 결승 진출 이력 (굵은 글씨는 우승) |
| ---------------- | --------------------------------- |
| 전북 현대 모터스 | 2006, 2011                        |
| 알아인           | 2003, 2005                        |

## 배경
전북과 알아인은 12년 전인 AFC 챔피언스리그 2004 8강에서 맞붙었던 적이 있다. 이때 1차전 1 – 0, 2차전 4 – 1로 전북이 모두 승리를 챙겼으며 당시 맞대결에 참가했던 선수들은 모두 은퇴, 이적하여 이번 맞대결에서 찾아볼 수 없다.
전북은 2006년, 알아인은 2003년 AFC 챔피언스리그 우승팀으로 양팀 모두 우승 후 각각 2011년, 2005년에 준우승을 차지한 바 있다. 양팀 모두 우승을 한 지 10년이 넘었기 때문에 우승 트로피에 대한 열망이 강하다.
전북은 조별예선에서 중국의 장쑤 쑤닝, 일본의 FC 도쿄, 베트남의 빈즈엉 FC와 경쟁하여 1위를 차지하며 토너먼트에 진출했다. 토너먼트에 진출한 전북은 16강에서 오스트레일리아의 멜버른 빅토리, 8강에서 중국의 상하이 상강, 4강에서 대한민국의 FC 서울을 차례로 격파하며 5년만에 결승에 안착했다. 특히 전북은 8강 2차전에서 5 – 0, 4강 1차전에서 4 – 1 등의 엄청난 스코어를 내며 결승에 오르기까지 26득점의 막강한 화력을 뽑냈다.
알아인은 조별예선에서 카타르의 엘자이시 SC에 이어 2위로 토너먼트에 진출했다. 이후 알아인은 이란의 조브 아한 FC, 우즈베키스탄의 로코모티프 타슈켄트를 꺾고 4강에서 엘자이시를 다시 만났다. 조별예선에서 이미 맞붙었던 엘자이시를 상대로 알아인은 합계스코어 5 – 3을 만들며 결승에 진출했다.

## 결승전까지의 경기
| 팀               | 전 | 승 | 무 | 패 | 득 | 실 | 차 | 점 |
| ---------------- | -- | -- | -- | -- | -- | -- | -- | -- |
| 전북 현대 모터스 | 6  | 3  | 1  | 2  | 13 | 9  | +4 | 10 |
| FC 도쿄          | 6  | 3  | 1  | 2  | 8  | 8  | 0  | 10 |
| 장쑤 쑤닝        | 6  | 2  | 3  | 1  | 10 | 7  | +3 | 9  |
| 빈즈엉           | 6  | 1  | 1  | 4  | 6  | 13 | -7 | 4  |

| 팀            | 전 | 승 | 무 | 패 | 득 | 실 | 차 | 점 |
| ------------- | -- | -- | -- | -- | -- | -- | -- | -- |
| 엘자이시      | 6  | 3  | 1  | 2  | 6  | 8  | -2 | 10 |
| 알아인        | 6  | 3  | 1  | 2  | 8  | 6  | +2 | 10 |
| 알아흘리      | 6  | 3  | 0  | 3  | 10 | 7  | +3 | 9  |
| 나사프 카르시 | 6  | 1  | 2  | 3  | 4  | 7  | -3 | 5  |

## 리뷰

### 1차전
1차전은 전북 현대의 홈구장인 전주월드컵경기장에서 치러졌다. 전북의 최강희 감독은 오른쪽 풀백인 최철순을 수비형 미드필더로 내세워 알아인의 에이스인 오마르 압둘라흐만을 막도록 하는 시프트를 사용했다. 이를 예상한 즐라트코 달리치 감독은 최전방으로 배치해 최철순을 따돌리려 했으나 이마저도 예상한 최강희 감독이 최철순과 김형일의 위치를 바꾸게 하여 오마르를 봉쇄했다. 비록 선제골 장면에서 오마르에게 어시스트를 허용했지만 전반적으로 오마르를 잘 막아냈다. 전반전을 0-0으로 마쳤으나 후반 시작 17분 만에 알아인이 선제골을 넣었다. 하지만 선제골 허용 7분만에 레오나르도가 벼락같은 중거리 강슛으로 동점골을 만들었다. 그리고 8분 뒤 알아인 수비수들이 김신욱에게 향하던 이동국의 크로스를 막으려다 페널티 박스 내에서 파울을 범했고 또다시 레오나르도가 페널티 골을 성공시키며 2-1 역전승을 만들었다. 3만 6천명이 넘는 관중이 모인 가운데 전북의 서포터즈인 매드 그린 보이즈는 카드세션 등 다양한 퍼포먼스를 준비했고 서포터즈만이 아닌 일반 관중도 응원가를 부르며 응원하는 장관이 만들어졌다.

### 2차전
2차전은 알아인의 홈구장인 하자 빈 자예드 경기장에서 치러졌다. 알아인은 전북과 약속한 연습 경기장을 유소년 축구 대회를 핑계로 내주지 않았고 결국 전북은 전지훈련을 했던 아부다비로 이동해서 훈련을 진행했다. 경기 시작 2분만에 전북의 윙어 로페즈가 부상으로 한교원과 교체되었다. 초반부터 악조건에서 경기를 시작한 전북은 30분 코너킥 상황에서 교체투입된 한교원이 선제골을 득점하며 합계 스코어 3-1을 만들었다. 하지만 알아인은 4분만에 이명주의 동점골로 쫓아갔고 계속해서 맹공을 퍼부었다. 경기중 오마르가 최철순의 발을 고의로 밟는 등 악의적인 몸싸움이 빈번했다. 알아인은 계속해서 비매너 플레이를 보였고 전반 막판에 한교원이 그라운드에 쓰러졌으나 경기를 계속 진행했다. 이로 인해 벤치에서 말싸움이 벌어졌으며 전북의 박충균 코치와 알아인의 즐라트코 달리치 감독이 퇴장당했다. 하지만 퇴장당한 달리치 감독이 관중석에서 계속 선수들에게 지시를 내리는 모습이 카메라에 잡혔다. 후반에 최강희 감독은 경기 전 구상했던 빌드업이 잘 되지 않자 포스트 플레이를 노리고 이동국과 김신욱을 교체했다. 후반전은 치열한 공방 속에서 득점 없이 흘러갔고 후반이 얼마 안남은 상황에서도 최강희 감독은 미드필더인 김보경을 빼고 공격수 에두를 투입하는 초강수를 두었다. 추가시간 5분이 주어졌으나 전북은 공격을 잘 막아냈고 끝까지 과격했던 두 팀의 경기는 1 – 1로 종료되었다. 1 – 1 무승부로 합계스코어는 3 – 2가 되었으며 전북 현대 모터스가 10년만에 우승을 차지했다. 경기가 진행되는 동안 김형일은 부상당한 팔과 어깨에 통증을 느끼는 모습을 보였다. 그리고 일본 주심의 편파 판정이 이어졌으나 10년전 신인으로 AFC 챔피언스리그 우승을 경험했던 주장 권순태가 알아인의 슈팅을 모두 막아버리는 대활약을 펼쳤다.

## 경기
| 팀 1             | 합계  | 팀 2   | 1차전 | 2차전 |
| ---------------- | ----- | ------ | ----- | ----- |
| 전북 현대 모터스 | 3 – 2 | 알아인 | 2 – 1 | 1 – 1 |

### 1차전
| 전북 현대 모터스         | 2 – 1  | 알아인         |
| ------------------------ | ------ | -------------- |
| 레오나르도 69′, 77′ (PK) | 리포트 | 아스프리야 62′ |

| 전북 현대 | 알아인 |

| 전북 현대 모터스: |    |            |     |     |
|                   |    |            |     |     |
| GK                | 1  | 권순태     |     |     |
| LB                | 19 | 박원재     |     |     |
| CB                | 3  | 김형일     | 42′ |     |
| CB                | 15 | 임종은     |     |     |
| RB                | 27 | 김창수     |     |     |
| DM                | 25 | 최철순     |     |     |
| LM                | 10 | 레오나르도 |     |     |
| AM                | 17 | 이재성     |     |     |
| AM                | 13 | 김보경     |     | 64′ |
| RM                | 11 | 로페즈     |     |     |
| CF                | 99 | 김신욱     |     | 81′ |
| 교체명단:         |    |            |     |     |
| GK                | 21 | 홍정남     |     |     |
| DF                | 30 | 김영찬     |     |     |
| MF                | 7  | 한교원     |     |     |
| MF                | 34 | 장윤호     |     |     |
| FW                | 9  | 이종호     |     |     |
| FW                | 20 | 이동국     |     | 64′ |
| FW                | 81 | 에두       |     | 81′ |
| 감독:             |    |            |     |     |
| 최강희            |    |            |     |     |

| 알아인 FC:      |    |                     |     |       |
|                 |    |                     |     |       |
| GK              | 17 | 칼리드 에이사       |     |       |
| RB              | 5  | 이스마일 아흐메드   |     |       |
| CB              | 19 | 무하나드 살렘       | 76′ |       |
| CB              | 21 | 파우지 파예즈       |     |       |
| LB              | 50 | 모하메드 파예즈     |     |       |
| CM              | 7  | 카이우              |     |       |
| CM              | 10 | 오마르 압둘라흐만   |     |       |
| RW              | 13 | 아흐메드 바르만     |     |       |
| AM              | 16 | 모하메드 압둘라흐만 |     | 77′   |
| LW              | 29 | 이명주              |     |       |
| CF              | 70 | 아스프리야          | 69′ | 90+3′ |
| 교체명단:       |    |                     |     |       |
| GK              | 22 | 마흐무드 알마스     |     |       |
| DF              | 4  | 사이드 무사베       |     |       |
| DF              | 37 | 라시드 무히르       |     |       |
| DF              | 44 | 살렘 주마           |     |       |
| MF              | 18 | 이브라힘 디아키     |     | 90+3′ |
| FW              | 9  | 도글라스            |     | 77′   |
| FW              | 11 | 사이드 알카티리     |     |       |
| 감독:           |    |                     |     |       |
| 즐라트코 달리치 |    |                     |     |       |

AFC 맨 오브 더 매치:

 레오나르도 (전북 현대 모터스)

### 2차전
| 알아인     | 1 – 1  | 전북 현대 모터스 |
| ---------- | ------ | ---------------- |
| 이명주 34′ | 리포트 | 한교원 30′       |

| 알아인 | 전북 현대 |

| 알아인 FC:      |    |                     |     |     |
|                 |    |                     |     |     |
| GK              | 17 | 칼리드 에이사       |     |     |
| RB              | 5  | 이스마일 아흐메드   |     |     |
| CB              | 19 | 무하나드 살렘       | 60′ | 86′ |
| CB              | 21 | 파우지 파예즈       |     |     |
| LB              | 50 | 모하메드 파예즈     |     | 71′ |
| LW              | 7  | 카이우              |     |     |
| CM              | 10 | 오마르 압둘라흐만   | 89′ |     |
| AM              | 13 | 아흐메드 바르만     |     |     |
| AM              | 29 | 이명주              |     |     |
| RW              | 70 | 아스프리야          |     |     |
| CF              | 9  | 도글라스            |     | 78′ |
| 교체명단:       |    |                     |     |     |
| GK              | 22 | 마흐무드 알마스     |     |     |
| DF              | 4  | 사이드 무사베       | 86′ |     |
| DF              | 37 | 라시드 무히르       |     |     |
| DF              | 44 | 살렘 주마           |     |     |
| MF              | 16 | 모하메드 압둘라흐만 | 71′ |     |
| MF              | 18 | 이브라힘 디아키     | 78′ |     |
| FW              | 11 | 사이드 알카티리     |     |     |
| 감독:           |    |                     |     |     |
| 즐라트코 달리치 |    |                     |     |     |

| 전북 현대 모터스: |    |            |       |     |
|                   |    |            |       |     |
| GK                | 1  | 권순태     |       |     |
| LB                | 19 | 박원재     | 65′   |     |
| CB                | 3  | 김형일     |       |     |
| CB                | 16 | 조성환     | 90+3′ |     |
| RB                | 27 | 김창수     |       |     |
| DM                | 25 | 최철순     |       |     |
| LM                | 10 | 레오나르도 |       |     |
| AM                | 17 | 이재성     |       |     |
| AM                | 13 | 김보경     |       | 90′ |
| RM                | 11 | 로페즈     |       | 5′  |
| CF                | 20 | 이동국     |       | 57′ |
| 교체명단:         |    |            |       |     |
| GK                | 21 | 홍정남     |       |     |
| DF                | 15 | 임종은     |       |     |
| MF                | 7  | 한교원     | 5′    | 59′ |
| MF                | 34 | 장윤호     |       |     |
| FW                | 9  | 이종호     |       |     |
| FW                | 81 | 에두       | 90′   |     |
| FW                | 99 | 김신욱     | 57′   | 67′ |
| 감독:             |    |            |       |     |
| 최강희            |    |            |       |     |

AFC 맨 오브 더 매치:

 최철순 (전북 현대 모터스)

## 우승
| AFC 챔피언스리그 2016 우승    |
| ----------------------------- |
| 전북 현대 모터스 두 번째 우승 |